# Javier Silvania
Javier Fransisco Antonio Silvania (Curaçao, 2 april 1972) is een Curaçaos jurist, econoom, fiscalist en politicus. Sinds 14 juni 2021 is hij minister van Financiën in het tweede kabinet Pisas. Sinds 8 maart 2023 is hij waarnemend minister van Volksgezondheid, Milieu en Natuur.

## Leven
Silvania groeide op in Curaçao en behaalde in 1992 het vwo-diploma aan het Radulphus College.
Hij vervolgde zijn studie aan de Katholieke Universiteit Brabant, waar hij eerst economie en vervolgens rechten studeerde. In 1998 behaalt hij zijn doctoraal in beide studierichtingen en rondt twee jaren later de postdoctorale opleiding voor inspecteur der belastingen af. Na terugkeer op Curaçao was hij tot 2005 werkzaam bij de belastingsdienst, eerst als beleidsmedewerker en later als hoofd van de afdeling wetgeving. Silvania is in 2003 oprichter van "ABC Opleiding & Training", een opleidingsinstituut voor volwassenen met vestigingen in Curaçao en Suriname. Tussen 2009 en 2013 was hij ‘program director’ voor de bachelor-opleiding fiscaal recht & economie aan de Universiteit van Curaçao. Van zijn hand verscheen in 2012 het studieboek Belastingrecht Curaçao en de BES-eilanden.
Silvania debuteert bij de verkiezingen van 19 maart 2021 als kandidaat nr.4 op de MFK-lijst en behaalt 228 persoonlijke stemmen.  Op 11 mei wordt hij lid van de Staten van Curaçao en treedt kort daarna af wegens zijn benoeming tot minister van Financiën. Vooruitlopend op de totstandkoming per rijkswet van het Caribisch Orgaan voor Hervorming en Ontwikkeling (COHO) wordt Silvania in september 2021 belast met de coördinatie van de uitvoering van het landspakket voor Curaçao en de daarmee verbonden uitvoeringsagenda. Na het vertrek van Dorothy Pietersz-Janga op 8 maart 2023 wordt hij officieel aangewezen als interim minister van Gezondheid, Milieu en Natuur. In de uitvoering neemt hij het dossier Volksgezondheid onder zijn hoede, terwijl Milieu en Natuur aan premier Gilmar Pisas is uitbesteed. 
In november 2024 werd Silvania aangeklaagd en beschuldigd van het onwettig verstrekken van vergunningen voor online kansspelen. Terwijl de Landsverordening op de Kansspelen LOK nog niet van kracht was, werden de gewraakte vergunningen in november 2023 op onduidelijke wijze uitgegeven via een drietal Maltese zakenlieden. Oud-premier Stanley Beltrian sloot zich aan bij de aantijgingen. Ondanks deze affaire werd Silvania op de tweede plaats gezet van de MFK-kandidatenlijst voor de verkiezingen van voorjaar 2025, direct achter premier Pisas. Hij passeerde daarmee parlementsvoorzitter Charetta America-Francisca en oudgediende Charles Cooper. 